# Coudreceau
Coudreceau ist eine Ortschaft und eine ehemalige französische Gemeinde  mit 475 Einwohnern (Stand: 1. Januar 2022) im Département Eure-et-Loir in der Region Centre-Val de Loire. Sie gehörte zum Arrondissement Nogent-le-Rotrou und zum Kanton Nogent-le-Rotrou.
Mit Wirkung vom 1. Januar 2019 wurden die früheren Gemeinden Margon, Brunelles und Coudreceau zur Commune nouvelle Arcisses zusammengeschlossen und haben dort den Status einer Commune déléguée. Der Verwaltungssitz befindet sich im Ort Margon.

## Lage
Coudreceau liegt etwa 45 Kilometer westsüdwestlich von Chartres. Umgeben wird Coudreceau von den Ortschaften Condé-sur-Huisne im Norden und Nordwesten, Marolles-les-Buis im Norden, Saint-Denis-d’Authou im Osten und Südosten, Brunelles im Süden und Südwesten sowie Margon im Westen und Südwesten.

## Bevölkerungsentwicklung
| Jahr                      | 1962 | 1968 | 1975 | 1982 | 1990 | 1999 | 2006 | 2013 |
| Einwohner                 | 359  | 320  | 283  | 333  | 375  | 403  | 420  | 440  |
| Quelle: Cassini und INSEE |      |      |      |      |      |      |      |      |

## Sehenswürdigkeiten

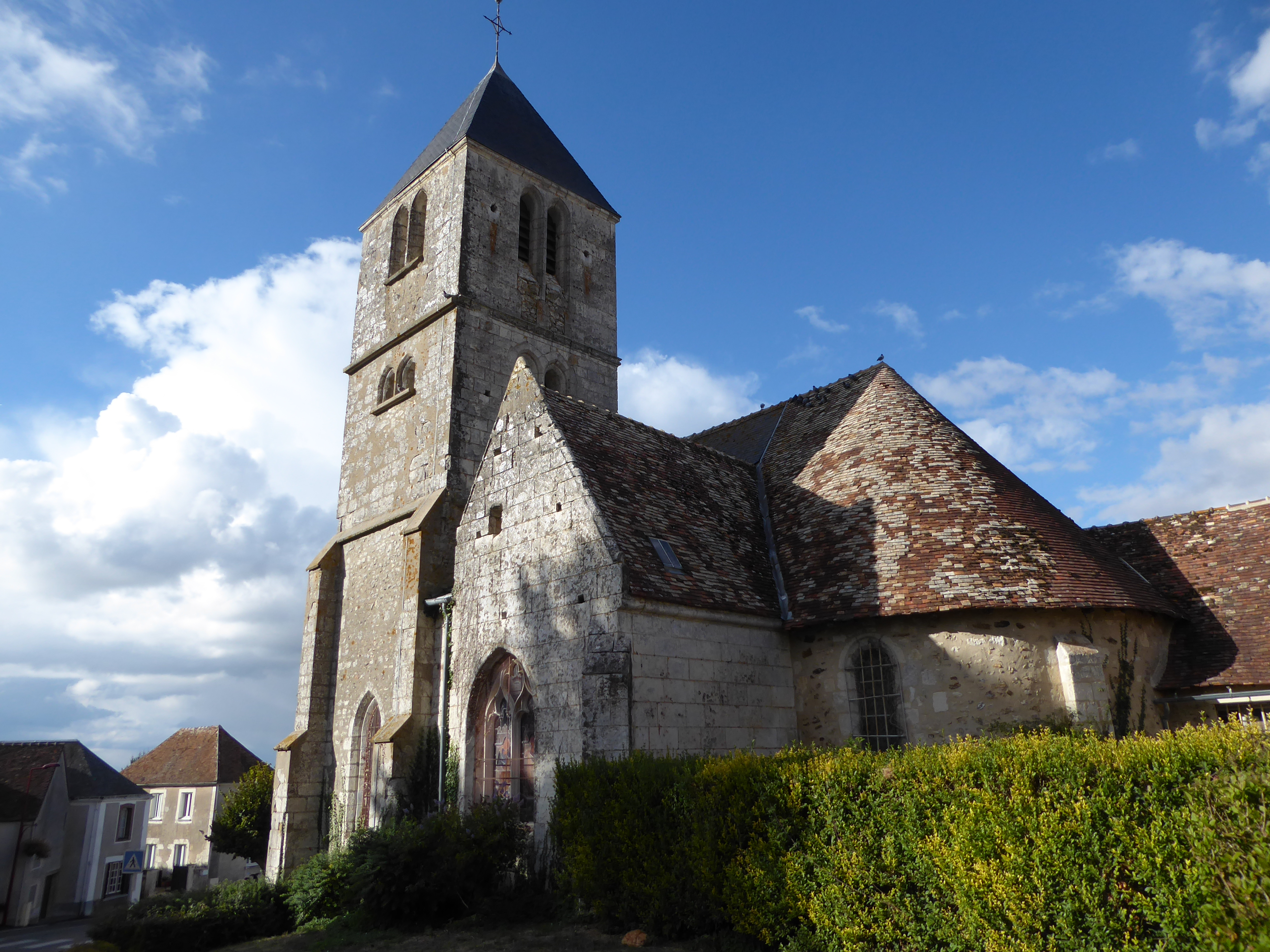
Kirche Saint-Aubin

- Kirche Saint-Aubin

## Persönlichkeiten
- Alphonse Gaudron (1880–1967), Bischof von Évreux (1930–1964)